# Undenäs landskommun
Undenäs landskommun var en tidigare kommun i dåvarande Skaraborgs län.

## Administrativ historik
När 1862 års kommunalförordningar trädde i kraft inrättades i Sverige cirka 2 500 kommuner. Huvuddelen av dessa var landskommuner (baserade på den äldre sockenindelningen), vartill kom 89 städer och åtta köpingar. I Undenäs socken i Vadsbo härad i Västergötland inrättades då denna kommun.
Vid kommunreformen 1952 bildade den storkommun genom sammanläggning med den tidigare kommunen Halna landskommun.
År 1971 upplöstes den och Halna uppgick i Töreboda kommun medan Undenäs uppgick i Karlsborgs kommun.
Kommunkoden 1952-1970 var 1638.

### Kyrklig tillhörighet
I kyrkligt hänseende tillhörde kommunen Undenäs församling. Den 1 januari 1952 tillkom Halna församling.

## Geografi
Undenäs landskommun omfattade den 1 januari 1952 en areal av 384,73 km², varav 315,21 km² land.

### Tätorter i kommunen 1960
| Tätort  | Folkmängd |
| ------- | --------- |
| Forsvik | 632       |
| Hanken  | 280       |

Tätortsgraden i kommunen var den 1 november 1960 26,9 procent.

## Politik

### Mandatfördelning i valen 1938-1966
| 16 | 4 | 2 | 3 |

| 25 |

| 16 | 9 |

| 25 |

|  | 13 | 6 | 4 |  |

| 23 |

| 19 | 9 | 6 |  |

| 35 |

| 19 | 7 | 6 | 3 |

| 34 |

| 17 | 9 | 5 | 4 |

| 33 |

| 19 | 9 | 4 | 3 |

| 32 |

| 16 | 11 | 4 |  | 3 |

| 30 | 5 |